# PMI Scheduling Professional
PMI Scheduling Professional (PMI-SP) – certyfikat oferowany przez Project Management Institute. Certyfikat PMI–SP poświadcza nabycie kompetencji w dziedzinie zarządzania projektami, z położeniem szczególnego nacisku na umiejętność planowania, tworzenia, analizy i zarządzania harmonogramem projektu.